# Familia Venegas (Colombia)
La familia Venegas o Venegas Guatavita fue una de las familias fundadoras del Nuevo Reino de Granada durante las primeras décadas del siglo XVI, familia del conquistador Hernán Venegas Carrillo Manosalvas establecida en 1538, el mismo año de la fundación de Santafé de Bogotá por el conquistador Gonzalo Jiménez de Quesada. Durante los siglos xvi y xvii participaron en el cabildo activamente en diferentes funciones como alcaldes ordinarios, regidores y procuradores.

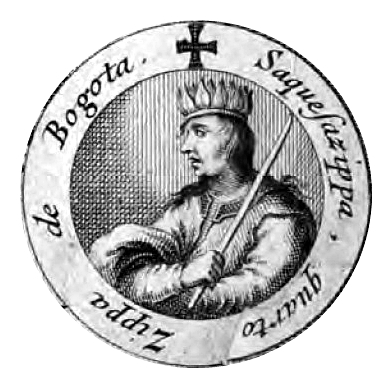
Zipa Zaquesazipa

El conquistador Hernán Venegas era descendiente de nobleza de Córdoba y se casó con Magdalena de Guatavita, la hermana del último zipa Sagipa por lo que esta familia es de las primeras uniones entre nobleza española y nobleza muisca. También hay ramas con Juana Ponce de León y Figueroa, nacida en España.
Su presencia en el virreinato se menciona en Genealogías del Nuevo Reino de Granada (1672) de Juan Flórez de Ocáriz y se remonta a los primeros momentos de la colonización española, cuando varios de sus miembros participaron en las campañas de conquista, el reparto de encomiendas y la fundación de instituciones coloniales en la hoy Colombia. Invirtieron parte de su riqueza en haciendas rurales y actividades comerciales y políticas.
Diego Alonso Venegas fue un miembro de la familia que participaba en juegos caballerescos y fue conocido por matar  al Capitán Gonzalo García Zorro en 1566 en Santafé.El conquistador Zorro participó en la tortura y muerte del Zipa Sagipa, según Lucas Fernández de Piedrahíta, Venegas lo mató en forma de venganza por su abuelo materno sacrezazipa.
A finales del siglo XVIII, los Venegas seguían siendo reconocidos como parte de las "familias antiguas del reino", grupo restringido de linajes que mantenía el control de los cabildos locales y de las principales instituciones de Santafé, capital de la Nueva Granada.